# Chambre de commerce et d'industrie du Loiret
La chambre de commerce et d'industrie du Loiret est une chambre de commerce et d'industrie (CCI) française située à Orléans dans le département du Loiret et la région Centre-Val de Loire.
La CCI du Loiret est un établissement public qui défend les intérêts généraux des 16 000 entreprises du Loiret, composées à 41 % de commerces, 38 % d'industries et 21 % d'entreprises de services[réf. nécessaire]. Elle gère en outre, des équipements au profit de ces entreprises.
Elle dépend de la chambre de commerce et d'industrie de région Centre-val de Loire qui coordonne les activités des CCI de la région Centre-Val de Loire.

## Histoire
La chambre de commerce d'Orléans a été créée le 27 avril 1803.

## Géographie
Le siège de la CCI du Loiret est hébergé dans le centre-ville d'Orléans, au 23 de la place du Martroi, dans un bâtiment datant de 1864 dont la façade et la toiture ont été inscrites à l'inventaire des Monuments historiques le 13 août 1937.

## Missions
La CCI du Loiret offre un service de proximité à travers le département grâce à ses agences situées dans les communes de Montargis, Gien, Beaugency et Pithiviers.
Comme toutes les CCI, elle est placée sous la tutelle du Ministère de l'Économie, des Finances et de l'Industrie.

### Service aux entreprises
- Centre de formalités des entreprises ;
- Point A (apprentissage) ;
- Conseil aux entreprises dans toutes les phases de leur développement (création, reprise et transmission d'entreprise, industrie, développement international, commerce/tourisme/services) ;
- Information économique : fichiers d'entreprises, documentation, revues de presse, édition d'un magazine mensuel intitulé d'abord « L'information économique du Loiret » puis « Loiret Éco »[2].

### Gestion d'équipements
- Aménagement et immobilier : aménagement et requalification de parcs d'activités, documents d'urbanisme ;
- Parc d'activité Arboria 1 ;
- Aviations: Base aérienne 123 Orléans-Bricy et aéroport d'Orléans - Saint-Denis-de-l'Hôtel ;
- Port fluvial de plaisance de Briare.

### Centres de formation
- École de commerce et de gestion d'Orléans ;
- Formation professionnelle continue en : informatique, gestion, management, commercial, communication, développement personnel, langues étrangères, développement international, création reprise d'entreprise, bilans de compétences, industrie, qualité, environnement[3].

## Liste des présidents
- 1867- : Alexis Germon

## Pour approfondir